# Sven Kums
Sven Kums (Asse, 26 februari 1988) is een voormalig Belgische voetballer die doorgaans als middenvelder speelde. In 2015 werd hij Belgisch landskampioen met KAA Gent en won hij de Gouden Schoen.

## Carrière

### Jeugd
Kums begon met voetballen bij Dilbeek Sport en werd een jaar later opgenomen in de jeugdopleiding van RSC Anderlecht, waar zijn vader Ludo jeugdtrainer was. Vanaf 2006 mocht de toen achttienjarige Kums meetrainen met het eerste elftal, maar zijn debuut op het hoogste niveau bleef uit. In januari 2007 verhuurde de club hem voor een half seizoen aan Lierse SK. Op 5 september 2008 debuteerde Kums voor de Jonge Duivels, tegen Slowakije.

### Verhuur
Bij Lierse kreeg Kums van trainer Kjetil Rekdal veel speelkansen. De middenvelder scoorde ook een keer. Toen Lierse degradeerde, keerde Kums terug naar Anderlecht, waar er opnieuw geen plaats was voor hem. In januari 2008 verhuurde paars-wit hem opnieuw voor een half seizoen. Ditmaal vertrok Kums naar KV Kortrijk. Hij werd onder trainer Hein Vanhaezebrouck een vaste waarde bij Kortrijk en werd dat jaar kampioen in de Tweede klasse met de club. Kortrijk nam hem daarna definitief over van Anderlecht. Kums groeide uit tot de draaischijf van het elftal. Hij kreeg het rugnummer 10 en werd de spelverdeler van het team.

### sc Heerenveen
Kums tekende in maart 2011 een contract voor vier seizoenen bij sc Heerenveen. Voor deze transfer betaalde Heerenveen ongeveer een half miljoen euro. In zijn eerste seizoen werd hij meteen een vaste waarde voor het team. In de wedstrijd tegen FC Utrecht op 22 oktober 2011 maakte hij een doelpunt met zijn edele delen. Als reactie hierop werden er verschillende woordgrapjes gemaakt zoals: 'een lullig doelpunt', 'een gepikt doelpunt' en 'snikkelgoal'. Het laatste eindigde op de tweede plaats in de strijd om het woord van het jaar in de categorie sport. Na twee seizoenen als basisspeler werd Kums gepasseerd door trainer Marco van Basten. Hij verloor zijn plek aan Hakim Ziyech, die doorstroomde vanuit de jeugd.

### Zulte Waregem
Op 2 september 2013 tekende Kums een contract bij SV Zulte Waregem. Hij werd er samen met Thorgan Hazard de sleutelspeler van de ploeg. Nog geen jaar later vertrok Kums bij de West-Vlamingen om bij zijn voormalige coach te gaan voetballen. Net als Hein Vanhaezebrouck verkaste hij naar KAA Gent.

### KAA Gent
Op 1 juli 2014 tekende Kums een contract voor vier seizoenen bij de Gentenaars. Hij was de achtste transfer van Gent, dat aan een nieuwe ploeg werkte. Onder meer David Pollet, Brian Vandenbussche, Rami Gershon en Mustapha Oussalah transfereerden in de zomer van 2014 eveneens naar Gent.
Hij maakte zijn debuut voor de Buffalo's in een scoreloos gelijkspel tegen Cercle Brugge. Hij werd ook prompt tot kapitein gepromoveerd. Onder het aanvoerderschap van Kums werd KAA Gent datzelfde seizoen voor het eerst in zijn bestaan kampioen. Zijn eerste goal maakte hij tijdens de titelmatch tegen Standard Luik. De match eindigde in een 2-0 overwinning voor de Gentenaars, die zo hun eerste titel veroverden.
Dankzij de titel trad de club het daaropvolgende seizoen 2015/16 aan in de Champions League. De sterke prestaties van Kums in de Champions League werden door de UEFA beloond door hem op te nemen in het Champions League Elftal van de groepsfase.
In januari 2016 won hij de 62ste editie van de Gouden Schoen. Hij was de derde speler van KAA Gent die dit kon verwezenlijken.
Eind augustus 2016 werd bekendgemaakt dat hij verkocht werd aan Watford FC, dat hem meteen voor een seizoen uitleende aan Udinese. Naar aanleiding van zijn vertrek werd Kums op de website van KAA Gent geprezen als "zonder twijfel een van de meest klasrijke spelers die ooit voor KAA Gent heeft gevoetbald".

### RSC Anderlecht
Begin juni 2017 werd Kums teruggehaald naar RSC Anderlecht, de club waarbij hij al 12 jaar speelde tijdens zijn jeugd. Hij werd overgenomen van Watford FC voor een vermoedelijke kostprijs van 6,5 miljoen euro. In zijn eerste seizoen speelde hij 35 competitiewedstrijden voor paars-wit.

### Terugkeer bij KAA Gent
Bij de start van het seizoen 2019/20 keerde Kums terug naar KAA Gent. Hij werd voor één seizoen gehuurd van Anderlecht. Kums werd onder coach Jess Thorup meteen opnieuw een vaste waarde bij Gent en in januari 2020 kwam KAA Gent tot een akkoord met Anderlecht om hem definitief over te nemen vanaf de start van het volgende seizoen, 2020/21. Hij tekende een contract voor drie seizoenen.
Op 7 mei 2025 kondigde Kums zijn voetbalpensioen aan. Hij zou op het einde van het seizoen 2024/25 een punt zetten achter zijn carrière. Op 18 mei 2025 speelde Kums zijn laatste thuiswedstrijd in de Planet Group Arena, waar hij door de club uitgebreid werd gevierd om zijn rijke carrière.
Op 25 mei 2025 speelde hij zijn allerlaatste profwedstrijd op en tegen Union Sint-Gillis. KAA Gent verloor met 3-1 waarna Union Sint-Gillis voor het eerst in 90 jaar de landstitel pakte.

## Statistieken
| Seizoen         | Club            | Land               | Competitie      | Competitie | Competitie | Beker | Beker | Andere | Andere | Internationaal | Internationaal | Totaal | Totaal |
| Seizoen         | Club            | Land               | Competitie      | Wed.       | Dlp.       | Wed.  | Dlp.  | Wed.   | Dlp.   | Wed.           | Dlp.           | Wed.   | Dlp.   |
| --------------- | --------------- | ------------------ | --------------- | ---------- | ---------- | ----- | ----- | ------ | ------ | -------------- | -------------- | ------ | ------ |
| 2006/07         | RSC Anderlecht  | Vlag van België    | Eerste klasse   | 0          | 0          | 0     | 0     | 0      | 0      | -              | -              | 0      | 0      |
| 2006/07         | → Lierse SK     | Vlag van België    | Eerste klasse   | 14         | 1          | 0     | 0     | 0      | 0      | -              | -              | 14     | 1      |
| 2007/08         | → KV Kortrijk   | Vlag van België    | Tweede Klasse   | 16         | 5          | 0     | 0     | 0      | 0      | -              | -              | 16     | 5      |
| 2008/09         | KV Kortrijk     | Vlag van België    | Eerste klasse   | 33         | 7          | 3     | 0     | 0      | 0      | -              | -              | 36     | 7      |
| 2009/10         | KV Kortrijk     | Vlag van België    | Eerste klasse   | 37         | 1          | 4     | 0     | 0      | 0      | -              | -              | 41     | 1      |
| 2010/11         | KV Kortrijk     | Vlag van België    | Eerste klasse   | 29         | 2          | 2     | 0     | 0      | 0      | -              | -              | 31     | 2      |
| 2011/12         | sc Heerenveen   | Vlag van Nederland | Eredivisie      | 33         | 2          | 5     | 1     | 0      | 0      | -              | -              | 38     | 3      |
| 2012/13         | sc Heerenveen   | Vlag van Nederland | Eredivisie      | 32         | 2          | 3     | 0     | 0      | 0      | 4              | 0              | 39     | 2      |
| 2013/14         | sc Heerenveen   | Vlag van Nederland | Eredivisie      | 4          | 0          | 0     | 0     | 0      | 0      | -              | -              | 4      | 0      |
| 2013/14         | Zulte Waregem   | Vlag van België    | Eerste klasse   | 29         | 4          | 6     | 1     | 0      | 0      | 6              | 0              | 41     | 5      |
| 2014/15         | KAA Gent        | Vlag van België    | Eerste klasse   | 26         | 1          | 3     | 0     | 0      | 0      | -              | -              | 29     | 1      |
| 2015/16         | KAA Gent        | Vlag van België    | Eerste klasse   | 39         | 13         | 4     | 1     | 1      | 0      | 8              | 2              | 52     | 16     |
| 2016/17         | KAA Gent        | Vlag van België    | Eerste klasse   | 5          | 0          | 0     | 0     | 0      | 0      | 3              | 0              | 8      | 0      |
| 2016/17         | Watford FC      | Vlag van Engeland  | Premier League  | 0          | 0          | 0     | 0     | 0      | 0      | -              | -              | 0      | 0      |
| 2016/17         | → Udinese       | Vlag van Italië    | Serie A         | 29         | 0          | 0     | 0     | 0      | 0      | -              | -              | 29     | 0      |
| 2017/18         | RSC Anderlecht  | Vlag van België    | Eerste klasse   | 35         | 0          | 2     | 0     | 1      | 0      | 5              | 0              | 43     | 0      |
| 2018/19         | RSC Anderlecht  | Vlag van België    | Eerste klasse   | 31         | 5          | 1     | 0     | 0      | 0      | 3              | 0              | 35     | 5      |
| 2019/20         | → KAA Gent      | Vlag van België    | Eerste klasse   | 22         | 1          | 1     | 0     | 0      | 0      | 9              | 0              | 32     | 1      |
| 2020/21         | KAA Gent        | Vlag van België    | Eerste klasse   | 36         | 3          | 2     | 0     | 0      | 0      | 7              | 0              | 40     | 3      |
| 2021/22         | KAA Gent        | Vlag van België    | Eerste klasse   | 38         | 0          | 5     | 1     | 0      | 0      | 11             | 2              | 54     | 3      |
| 2022/23         | KAA Gent        | Vlag van België    | Eerste klasse   | 38         | 3          | 1     | 0     | 1      | 0      | 11             | 1              | 51     | 4      |
| Carrière totaal | Carrière totaal | Carrière totaal    | Carrière totaal | 526        | 50         | 42    | 4     | 3      | 0      | 67             | 5              | 633    | 59     |

## Rode Duivels
Op 2 oktober 2015 werd Kums door toenmalig bondscoach Marc Wilmots geselecteerd voor de EK-kwalificatiewedstrijden tegen Andorra en Israël, maar hierin kwam hij niet in actie. Een maand later werd hij ook opgeroepen voor de vriendschappelijke interlands tegen Italië en Spanje. Kums kwam tegen Italië niet in actie, en de wedstrijd tegen Spanje werd uiteindelijk afgelast wegens de terreurdreiging na de aanslagen in Parijs in november 2015. Kums verzamelde zo drie selecties voor de Rode Duivels, maar maakte nooit zijn interlanddebuut.

## Erelijst
| Competitie           |          |          |          |          |
| Competitie           | Aantal   | Jaren    |          |          |
| KAA Gent             | KAA Gent | KAA Gent | KAA Gent | KAA Gent |
| -------------------- | -------- | -------- | -------- | -------- |
| Landskampioen België | 1x       | 2014/15  |          |          |
| Belgische Supercup   | 1x       | 2015     |          |          |
| Beker van België     | 1x       | 2021/22  |          |          |
| Anderlecht           |          |          |          |          |
| Belgische Supercup   | 1x       | 2017     |          |          |

| Individueel   |    |      |
| Gouden Schoen | 1x | 2015 |

## Trivia
- Kums is samen met Lucien Olieslagers de enige Belgische Gouden Schoen-winnaar die níet uitkwam voor de Rode Duivels.
- Hij had een cameo in F.C. De Kampioenen 4: Viva Boma als zichzelf.
- Kums richtte samen met zijn echtgenote Caroline de Clercq 'Honection' op, een digitaal platform dat het volledige transferproces voor spelers, coaches, clubs en makelaars centraliseert en transparanter moet maken.